# B-SIDE
『B-SIDE』（ビー・サイド）は、日本のバンド・Mr.Childrenのカップリング集アルバム。2007年5月10日にトイズファクトリーより発売された。

## 概要
通常盤のみの1形態で発売。スタジアムツアー『Mr.Children HOME TOUR 2007 -in the field-』チケット先行予約の案内が封入されていた。
1992年5月10日発売の1stアルバム『EVERYTHING』によるデビューから満15年となる2007年5月10日に発売した初のカップリング集アルバムである。本作発売時点でアルバム未収録だったカップリング曲のみを全て収録。
『B-SIDE』（裏面）というアルバムタイトルに沿って、ジャケットは本作以前に発売された全シングル30枚のジャケットを左右反転させて並べられたものになっている。また、30thシングル「フェイク」だけは裏ジャケットが元々反転しているので、ビジュアルがやや違うもののそのまま使われている。アートディレクターはトイズファクトリー社員の友長賢一。本作はオリジナルアルバムではないが、公式に14thアルバムと位置づけられている。
歌詞カードは桜井和寿の手書きによるもので、メンバー全員による本作の収録曲等を解説したインタビュー形式のセルフライナーノーツも収録されている。セルフライナーノーツの完全版は、音楽雑誌『MUSICA』2007年6月号に掲載された。
カップリング集の計画は桜井が提案し、2001年に発売されたベスト・アルバム『Mr.Children 1992-1995』『Mr.Children 1996-2000』の時期から桜井の頭の中に存在していたほか、同年に開催されたコンサートツアー『Mr.Children CONCERT TOUR POPSAURUS 2001』時に、桜井が楽屋に設置したプールでカップリング曲やアルバム曲など自身で選曲した「裏ベスト」をMDで聴いていたという。本作と同年に発売されたアルバム『HOME』の収録曲には、元々カップリング曲として制作された楽曲も多く、アルバムの雰囲気が通じるものがあると感じたことからこのタイミングでの発売に至ったとされている。
DISC 1、2共に10トラック終了後の十数秒の空白に続いてシークレットトラックとして14thシングル「ニシエヒガシエ」のカップリング曲として収録されていた同曲のリミックスバージョンがそれぞれ収録されている。シークレットトラックのため、タイトルはジャケットに記載されていない。配信版では、トラック10終了後の無音とシークレットトラックは削除されている。
本作品の関係者に配布されるプロモ盤には、“本作品の打ち出しの際に「BEST」や「裏BEST」という表現はお控え下さい”と注意が記載されている。

## チャート成績
オリコンチャートでは初週28.1万枚、累計売上は47.9万枚。

## 収録内容
| 全作詞: 桜井和寿、全編曲: 小林武史 & Mr.Children。 |                                                     |           |                    |      |
| #                                                  | タイトル                                            | 作詞      | 作曲               | 時間 |
| 1.                                                 | 「君の事以外は何も考えられない」                    | 桜井和寿  | 桜井和寿           | 4:08 |
| 2.                                                 | 「my confidence song」                              | 桜井和寿  | 桜井和寿           | 1:55 |
| 3.                                                 | 「雨のち晴れ Remix version」                        | 桜井和寿  | 桜井和寿・小林武史 | 9:39 |
| 4.                                                 | 「フラジャイル」                                    | 桜井和寿  | 桜井和寿           | 5:09 |
| 5.                                                 | 「また会えるかな」                                  | 桜井和寿  | 桜井和寿           | 4:06 |
| 6.                                                 | 「Love is Blindness」                               | 桜井和寿  | 桜井和寿           | 3:29 |
| 7.                                                 | 「旅人」                                            | 桜井和寿  | 桜井和寿           | 3:22 |
| 8.                                                 | 「デルモ」                                          | 桜井和寿  | 桜井和寿           | 5:27 |
| 9.                                                 | 「独り言」                                          | 桜井和寿  | 桜井和寿           | 3:32 |
| 10.                                                | 「Heavenly kiss」                                   | 桜井和寿  | 桜井和寿           | 6:07 |
| 11.                                                | 「ニシエヒガシエ EAST Remix」(シークレットトラック) | 桜井和寿  | 桜井和寿           | 5:52 |
| 合計時間:                                          | 合計時間:                                           | 合計時間: | 52:46              |      |

| 全作詞: 桜井和寿、全編曲: 小林武史 & Mr.Children。 |                                                     |           |                    |      |
| #                                                  | タイトル                                            | 作詞      | 作曲               | 時間 |
| 1.                                                 | 「1999年、夏、沖縄」                                | 桜井和寿  | 桜井和寿           | 7:43 |
| 2.                                                 | 「花」                                              | 桜井和寿  | 桜井和寿           | 5:32 |
| 3.                                                 | 「さよなら2001年」                                  | 桜井和寿  | 桜井和寿           | 6:30 |
| 4.                                                 | 「I'm sorry」                                       | 桜井和寿  | 桜井和寿           | 4:25 |
| 5.                                                 | 「妄想満月」                                        | 桜井和寿  | 桜井和寿・寺岡呼人 | 3:03 |
| 6.                                                 | 「こんな風にひどく蒸し暑い日」                      | 桜井和寿  | 桜井和寿           | 3:54 |
| 7.                                                 | 「ほころび」                                        | 桜井和寿  | 桜井和寿           | 3:03 |
| 8.                                                 | 「my sweet heart」                                  | 桜井和寿  | 桜井和寿           | 3:15 |
| 9.                                                 | 「ひびき」                                          | 桜井和寿  | 桜井和寿           | 3:17 |
| 10.                                                | 「くるみ -for the Film- 幸福な食卓」                | 桜井和寿  | 桜井和寿           | 5:41 |
| 11.                                                | 「ニシエヒガシエ WEST Remix」(シークレットトラック) | 桜井和寿  | 桜井和寿           | 6:49 |
| 合計時間:                                          | 合計時間:                                           | 合計時間: | 53:12              |      |

## 楽曲解説

### DISC 1
1. 君の事以外は何も考えられない
  - 2ndシングル『抱きしめたい』カップリング曲。
2. my confidence song
  - 5thシングル『innocent world』カップリング曲。
3. 雨のち晴れ Remix version
  - 8thシングル『【es】 〜Theme of es〜』カップリング曲。
4. フラジャイル
  - 9thシングル『シーソーゲーム 〜勇敢な恋の歌〜』カップリング曲。
5. また会えるかな
  - 10thシングル『名もなき詩』カップリング曲。
6. Love is Blindness
  - 12thシングル『マシンガンをぶっ放せ -Mr.Children Bootleg-』カップリング曲。
7. 旅人
  - 12thシングル『マシンガンをぶっ放せ -Mr.Children Bootleg-』カップリング曲。
8. デルモ
  - 13thシングル『Everything (It's you)』カップリング曲。
9. 独り言
  - 16thシングル『光の射す方へ』カップリング曲。
10. Heavenly kiss
  - 18thシングル『口笛』カップリング曲。
11. ニシエヒガシエ EAST Remix（シークレットトラック）
  - 14thシングル『ニシエヒガシエ』カップリング曲。

### DISC 2
1. 1999年、夏、沖縄
  - 19thシングル『NOT FOUND』カップリング曲。
2. 花
  - 20thシングル『優しい歌』カップリング曲。
3. さよなら2001年
  - 22ndシングル『君が好き』カップリング曲。
4. I'm sorry
  - 23rdシングル『Any』カップリング曲。
5. 妄想満月
  - 26thシングル『Sign』カップリング曲。
6. こんな風にひどく蒸し暑い日
  - 26thシングル『Sign』カップリング曲。
7. ほころび
  - 28thシングル『箒星』カップリング曲。
8. my sweet heart
  - 28thシングル『箒星』カップリング曲。
9. ひびき
  - 29thシングル『しるし』カップリング曲。
10. くるみ -for the Film- 幸福な食卓
  - 29thシングル『しるし』カップリング曲。
11. ニシエヒガシエ WEST Remix（シークレットトラック）
  - 14thシングル『ニシエヒガシエ』カップリング曲。